# Heteropoda jugulans
Heteropoda jugulans là một loài nhện trong họ Sparassidae.
Loài này thuộc chi Heteropoda. Heteropoda jugulans được Ludwig Carl Christian Koch miêu tả năm 1876.